# Amorphophallus erythrororrhachis
Amorphophallus erythrororrhachis là một loài thực vật có hoa trong họ Ráy (Araceae). Loài này được Hett., Pronk & R.Kaufmann mô tả khoa học đầu tiên năm 2006.